# Olof Samuelson
Hans Olof Samuelson, född 4 november 1914 i Lidingö församling, Stockholms län, död 13 december 2000 i Örgryte församling, Göteborgs och Bohus län, var en svensk kemiingenjör.

## Biografi
Samuelson avlade civilingenjörsexamen 1938 vid Kungliga Tekniska högskolan (KTH), erhöll teknologie doktorsgrad 1944 och blev därefter docent i analytisk kemi vid KTH. Han var 1948-1981 professor i teknisk kemi vid Chalmers tekniska högskola.
Olof Samuelson publicerade 84 vetenskapliga skrifter översatta till sex språk. Hans studier av jonbytarhartser utgör pionjärsarbeten inom jonbytesområdet. Han var en av de tidigaste analytiska kemister att uppfatta betydelsen av jonbytarmetodik och blev en världsauktoritet i jonbytarteknik.
Genom ihärdig grundforskning, tillämpad forskning och praktiska försök i industriell skala bidrog Samuelson till utvecklingen av syrgasblekning eller syrgasdelignifiering som industriell process vid massablekning. Denna blekprocess bidrog till att minska behovet av klorhaltiga kemikalier med 40-50 %. Han har också utvecklat en metod för att behandla oblekt pappersmassa med kväveoxider (istället för med klor och klordioxid). Båda metoderna medförde miljövänligare processer för massa- och pappersindustrin. I samband med dessa skogsindustriella arbeten samarbetade Samuelson med Mo och Domsjö AB i Örnsköldsvik.

## Utmärkelser och motsvarande
Samuelson erhöll bl.a.
- Kungl. Ingenjörsvetenskapsakademiens medalj i guld 1952 för "hans undersökningar beträffande jonbytande fasta ämnen"[4]
- Ekmanmedaljen 1968 av Svenska Pappers- och Cellulosaingeniörsföreningen, SPCI
- Chalmersmedaljen 1983 av Chalmers tekniska högskola

I samband med någon av dessa utmärkelser berättade Samuelson om sin strävan att "bli vän med molekylerna". 
Samuelson invaldes 1955 som ledamot av Ingenjörsvetenskapsakademiens Avdelning IV.
Samuelson invaldes 1967 som ledamot av Kungliga Vetenskapsakademien.